# St. Jobst (Ornbau)

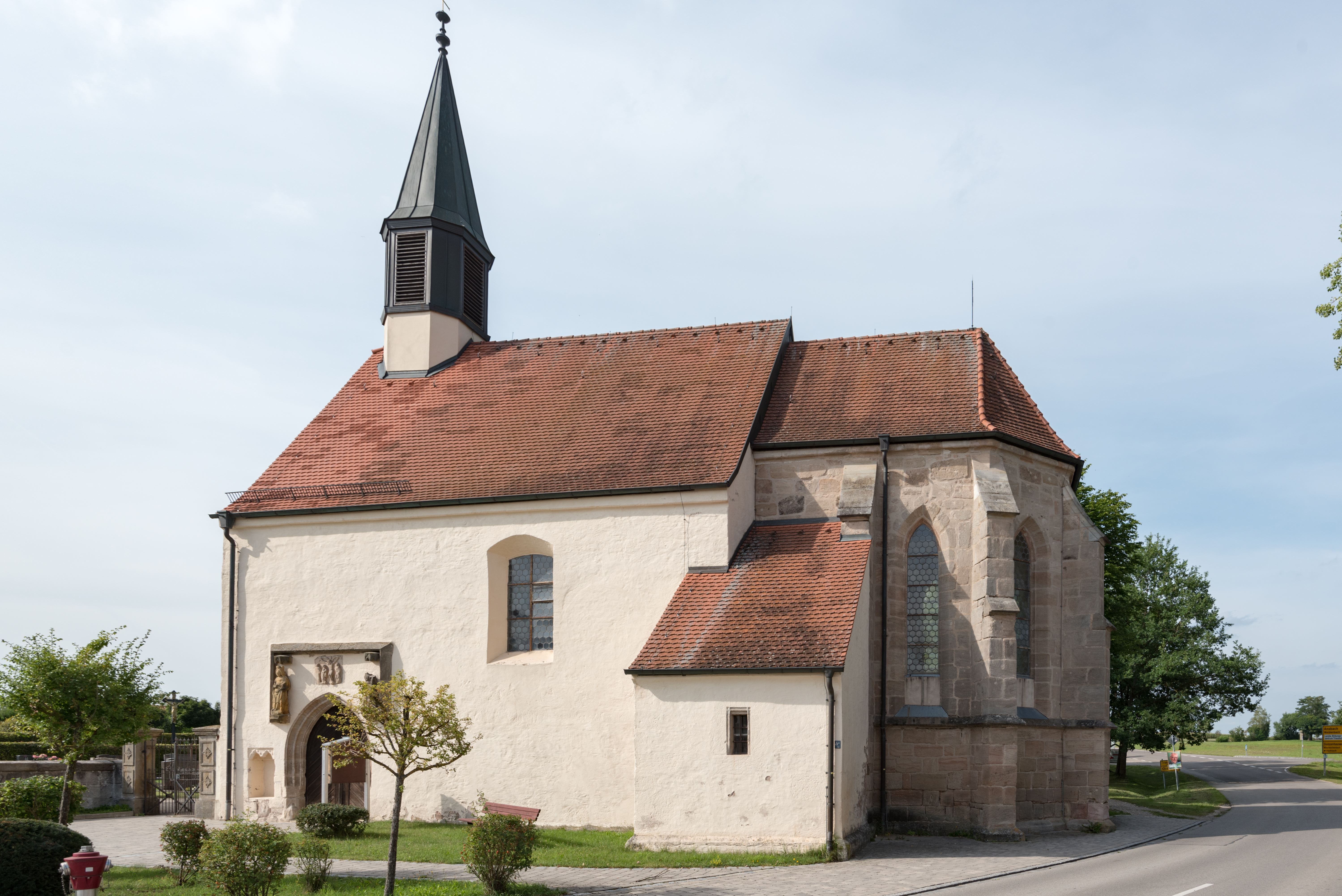
St. Jobst (Ornbau)

Die römisch-katholische, denkmalgeschützte Friedhofskapelle St. Jobst steht in Ornbau, eine Stadt im Landkreis Ansbach (Mittelfranken, Bayern).  Das Bauwerk ist unter der Denkmalnummer D-5-71-189-67 als Baudenkmal in der Bayerischen Denkmalliste eingetragen. Die Friedhofskirche gehört zum Pfarrverband Obere Altmühl-Heide im Dekanat Herrieden des Bistums Eichstätt.

## Beschreibung
Die Saalkirche wurde unter Raban Truchseß von Wilburgstetten 1365–83 erbaut und 1732–37 barockisiert. Sie besteht aus einem Langhaus, aus dessen Satteldach sich im Westen ein achteckiger, mit einem spitzen Helm bedeckter Dachreiter erhebt, der den Glockenstuhl beherbergt, und einem eingezogenen, von Strebepfeilern gestützten Chor mit 5/8-Schluss im Osten, an dessen Südwand die Sakristei angebaut ist. Den Stuck an der Decke des Langhauses hat Franz Xaver Horneis geschaffen. Zur Kirchenausstattung gehört ein Hochaltar aus der 2. Hälfte des 17. Jahrhunderts. Am Altarretabel befinden sich aus der Zeit um 1480 Statuen des heiligen Wolfgang, des heiligen Jodok und Johannes des Täufers. Vor dem Altar wurde im Dezember 1901 Bischof Franz Xaver von Zottmann beigesetzt.